# Теорема Бликера
Теорема Бликера — факт, доказанный Дэвидом Бликером в 1996 году: из развёртки выпуклого многогранника с треугольными гранями всегда можно сложить невыпуклый многогранник с бо́льшим объёмом. Например, из развёртки тетраэдра можно сделать невыпуклый многогранник, который превосходит по объёму исходный тетраэдр более чем на 37,7 %. При этом по теореме Александрова выпуклый многогранник бо́льшего объёма таким образом сделать нельзя.
В 2006 году независимо Гурием Самариным и Игорем Паком результат обобщён: условие треугольности граней можно опустить. Также позднее результат был распространен на случай невыпуклых многогранников без самопересечений.